# Bernhard Jendorff
Bernhard Jendorff (* 23. September 1940 in Frankfurt am Main) ist ein deutscher, römisch-katholischer Theologe.

## Leben
Jendorff hat 1960 sein Abitur auf dem humanistischen Lessing-Gymnasium in Frankfurt gemacht und studierte anschließend römisch-katholische Theologie, Philosophie und Klassische Philologie. Nach der Staatsprüfung für das Lehramt an Gymnasien promovierte Jendorff 1969 zum Dr. phil. und war zunächst als Studienrat im Hochschuldienst an der Justus-Liebig-Universität Gießen tätig. 
Seit 1972 war er Professor für Praktische Theologie, Religionspädagogik und Didaktik am Institut für Katholische Theologie der Justus-Liebig-Universität und von 1972 bis 1977 an der neu gegründeten Gesamthochschule Kassel. 2002 ließ sich Jendorff in den vorzeitigen Ruhestand versetzen.

## Werke (Auswahl)
- Jesus und seine Zeit. (Reihe: Der Christ in der Welt VI, 10), Aschaffenburg 1973
- fragen - denken - beten. Themenbezogene Eucharistiefeiern, Aschaffenburg 1975
- Der Logosbegriff. Seine philosophische Grundlegung bei Heraklit von Ephesos und seine theologische Indienstnahme durch Johannes den Evangelisten. (Reihe: Europäische Hochschulschriften XX, 19), Frankfurt am Main und Bern 1976
- Zur Person: Jesus von Nazaret. 5 Unterrichtsprojektentwürfe zur biblischen Realienkunde in der Sekundarstufe I, Aschaffenburg 1976
- Zur Person: Jesus von Nazaret. Schülermaterial. 4 Lernprogramme zu umstrittenen Daten des Lebens Jesu, Aschaffenburg 1976
- Zielgruppen Jesu. Lehrerheft. Unterrichtsbausteine zur Behandlung der Samariter, Pharisäer, Sadduzäer und Essener in der Sekundarstufe I, Limburg 1977
- Zielgruppen Jesu. Schülerheft zur Behandlung der Samariter, Pharisäer, Sadduzäer und Essener in der Sekundarstufe I, Limburg 1977
- Religionspädagogischer Kommentar (Beiheft) zu Rolf Lubek, Wir haben Jesus gesehen. 4 Hörbilder zum Neuen Testament für 10- bis 14jährige, Limburg 1978
- Religionspädagogischer Kommentar (Beiheft) zu Rolf Lubek, Wir haben Jesus gesehen, Folge 2. 4 Hörbilder zum Neuen Testament für 10- bis 14jährige, Limburg 1979
- Leistungsmessung im Religionsunterricht. Methoden und Beispiele, München 1979
- Kirchengeschichte - wieder gefragt! Didaktische und methodische Vorschläge für den Religionsunterricht, München 1982
- Hausaufgaben im Religionsunterricht, München 1983
- Pfarrgemeinderäte und Religionsunterricht. Ergebnisse einer Befragung in Mainz. (Reihe: Aktuelle Information Nr. 53, hrsg. Abteilung Öffentlichkeitsarbeit, Bischöfliches Ordinariat Mainz), Mainz 1989
- Die Kirchengeschichte im Religionsunterricht. (Theologie im Fernkurs: Lehrbrief 15 des religionspädagogisch-katechetischen Kurses der Domschule Würzburg) Würzburg 1989
- Religion unterrichten - aber wie? Vorschläge für die Praxis, München 1992
- Fachpraktikum Religion. Ein Leitfaden gegen den Praxisschock, München und Stuttgart 1994